# (1226) Golia
(1226) Golia est un astéroïde de la ceinture principale découvert par H. van Gent le 22 avril 1930 a Johannesburg.
Il est nommé en référence au néerlandais Jacob Golius.
Les observations ont montré qu'il mesure 16 km.

## Sources et références
1. ↑  (en) Caractéristiques et simulation d'orbite de 1226 dans la JPL Small-Body Database.